# 453
453 је била проста година.

## Догађаји
- јул – Царица Пулхерија умире природном смрћу у Цариграду. Она је наручила многе нове цркве у граду током своје владавине. Њена смрт оставља Флавија Аспара (магистер милитум) као доминантан утицај на њеног мужа, Маркијана.
- Антемије се жени Маркијом Еуфемијом, кћерком Маркијановом, и уздиже се у чин комес. Послат је на дунавску границу да обнови граничну одбрану.
- Атила вођа Хуна је пронађен мртав у кревету, после свадбене гозбе са готском принцезом Илдико. Умире од крварења из носа у свом упоришту, удавивши се у сопственој крви у доби од око 47 година. Хуни то обележавају над његовим погребним местом уз велику гозбу. Атилин син Елак је именован за наследника, али његова браћа Денгизих и Ернак су поделили Хунско царство оснивањем сопствених краљевстава северно од Црног мора (Украјина), уз подршку вазалних држава.
- Теодорик II је наследио свог брата Торисмунда на месту краља Визигота, пошто је Торисмунд убијен након што је прекршио савез са Западним римским царством.
- 16. март – Цара Вена из Сонга убили су његови синови Лиу Шао и Лиу Јун, принц Шишинг, да би Лиу Шао постао цар.
- 20. мај – Лиу Шаоа свргнуо је други брат, Лиу Јун, који постаје цар Сонг Сонг, и погубљен заједно са осталим члановима своје породице 27. маја.
- Анко добија трон свог оца Инђоа по традиционалном редоследу сукцесије и постаје 20. цар Јапана.

## Смрти
- Википедија:Непознат датум — око 406.)